# Discografia de Ted Nugent
Este artigo lista a discografia solo do guitarrista e vocalista norte americano de hard rock Ted Nugent.

## Álbuns

### Álbuns de Estudio
| 1975                                                          | Ted Nugent - Lançamento: September 1975 - Selo: Epic Records                           | 28  | —  | —  | —  | 56 | - EUA: 2× Platina - CAN: Ouro    |
| 1976                                                          | Free-for-All - Lançamento: Outubro 1976 - Selo: Epic Records                           | 24  | —  | 31 | 14 | 33 | - EUA: 2× Platina - CAN: Ouro    |
| 1977                                                          | Cat Scratch Fever - Lançamento: Maio 1977 - Selo: Epic Records                         | 17  | —  | 25 | 14 | 28 | - EUA: 3× Platina - CAN: Platina |
| 1978                                                          | Weekend Warriors - Lançamento: Setembro 1978 - Selo: Epic Records                      | 24  | —  | 22 | —  | —  | - EUA: Platina - CAN: Platina    |
| 1979                                                          | State of Shock - Lançamento: Junho 1979 - Selo: Epic Records                           | 18  | —  | 18 | —  | —  | - EUA: Ouro - CAN: Ouro          |
| 1980                                                          | Scream Dream - Lançamento: Junho 1980 - Selo: Epic Records                             | 13  | —  | 26 | —  | 37 | - EUA: Ouro - CAN: Ouro          |
| 1982                                                          | Nugent - Lançamento: 1982 - Selo: Atlantic Records                                     | 51  | —  | —  | —  | —  |                                  |
| 1984                                                          | Penetrator - Lançamento: 1984 - Selo: Atlantic Records                                 | 56  | —  | —  | —  | —  |                                  |
| 1986                                                          | Little Miss Dangerous - Lançamento: Março 1986 - Selo: Atlantic Records                | 76  | —  | 89 | —  | —  |                                  |
| 1988                                                          | If You Can't Lick 'Em...Lick 'Em - Lançamento: Fevereiro 1988 - Selo: Atlantic Records | 112 | —  | —  | —  | —  |                                  |
| 1995                                                          | Spirit of the Wild - Lançamento: Maio 1995 - Selo: Atlantic Records                    | 86  | —  | —  | —  | —  |                                  |
| 2002                                                          | Craveman - Lançamento: Septembro 2002 - Selo: Spitfire Records                         | —   | 20 | —  | —  | —  |                                  |
| 2007                                                          | Love Grenade - Lançamento: Septembro 2007 - Selo: Eagle Records                        | 186 | 22 | —  | —  | —  |                                  |
| "—" significa que não alcançou posição nas paradas de sucesso |                                                                                        |     |    |    |    |    |                                  |

### Álbuns ao vivo
| 1978                                                          | Double Live Gonzo! - Lançamento: Janeiro 1978 - Selo: Epic Records    | 13 | 11 | 24 | 47 | - EUA: 3× Platina - CAN: Ouro |
| 1981                                                          | Intensities in 10 Cities - Lançamento: 1981 - Selo: Epic Records      | 51 | —  | —  | 75 |                               |
| 1997                                                          | Live at Hammersmith '79 - Lançamento: Março 1997 - Selo: Sony Records | —  | —  | —  | —  |                               |
| 2001                                                          | Full Bluntal Nugity - Lançamento: Junho 2001 - Selo: Spitfire Records | —  | —  | —  | —  |                               |
| 2005                                                          | Extended Versions - Lançamento: Setembro 2005 - Selo: Sony BMG        | —  | —  | —  | —  |                               |
| 2006                                                          | Sweden Rocks - Lançamento: 2006 - Selo: Eagle Rock Records            | —  | —  | —  | —  |                               |
| "—" significa que não alcançou posição nas paradas de sucesso |                                                                       |    |    |    |    |                               |

### Compilações
| 1981                                                          | Great Gonzos!: The Best of Ted Nugent - Lançamento: 1981 - Selo: Epic/Legacy Records | 140 | - US: 2× Platina |
| 1993                                                          | Out of Control - Lançamento: Junho 1993 - Selo: Epic/Legacy Records                  | —   |                  |
| 2002                                                          | The Ultimate Ted Nugent - Lançamento: Março 2002 - Selo: Epic/Legacy Records         | —   |                  |
| "—" significa que não alcançou posição nas paradas de sucesso |                                                                                      |     |                  |

Where is "The Very Best of Ted Nugent"? (1991 Epic / Sony Music)

## Singles de sucesso
| Ano  | Single                    | Posição nas paradas | Posição nas paradas        | Álbum                    |
| Ano  | Single                    | Billboard Hot 100   | Hot Mainstream Rock Tracks | Álbum                    |
| ---- | ------------------------- | ------------------- | -------------------------- | ------------------------ |
| 1975 | Hey Baby                  | 72                  | —                          | Ted Nugent               |
| 1976 | Dog Eat Dog               | 91                  | —                          | Free-for-All             |
| 1977 | Cat Scratch Fever         | 30                  | —                          | Cat Scratch Fever        |
| 1977 | Home Bound                | 70                  | —                          | Cat Scratch Fever        |
| 1978 | Yank Me, Crank Me         | 58                  | —                          | Double Live Gonzo        |
| 1978 | Need You Bad              | 84                  | —                          | Weekend Warriors         |
| 1980 | Wango Tango               | 86                  | —                          | Scream Dream             |
| 1981 | Jailbait                  | —                   | 56                         | Intensities in 10 Cities |
| 1981 | Land of a Thousand Dances | —                   | 47                         | Intensities in 10 Cities |
| 1981 | The Flying Lip Lock       | —                   | 36                         | Intensities in 10 Cities |
| 1986 | Little Miss Dangerous     | —                   | 22                         | Little Miss Dangerous    |